# Rudolf Wagner (Historiker)
Rudolf Wagner (* 18. Juli 1911 in Duliby bei Stryj in Ostgalizien; † 27. April 2004) war ein deutscher Historiker, Vertriebenenfunktionär und Landespolitiker in Bayern.

## Leben
Mit seinen Eltern übersiedelte Wagner nach dem Ersten Weltkrieg in die Bukowina, die nach 1918 von Rumänien annektiert worden war. 1933 machte er sein Baccalaureat in Gurahumora. Nachdem er seinen Militärdienst in der Rumänischen Armee absolviert hatte, wurde er von der deutschen Volksgruppenführung der Bukowinadeutschen 1934 zum Studium an der Philipps-Universität Marburg geschickt, wo er auch Mitglied des Nationalsozialistischen Deutschen Studentenbundes wurde. 1930 wurde er in der Burschenschaft Arminia Czernowitz aktiv. Er war Mitglied der Nationalsozialistischen Deutschen Arbeiterpartei. Wagner wurde 1938 zum Dr. phil. promoviert. Er nahm 1938 eine Stelle am Wannsee-Institut, einer Dienststelle des Reichssicherheitshauptamtes, in Berlin an und wurde Mitglied der SS. Er gehörte der Umsiedlungskommission an, die 1940 die Bukowinadeutschen im Wartheland ansiedelte. Von Dezember 1940 bis März 1941 war er als SS-Unterscharführer dem Befehlshaber der Sicherheitspolizei und des SD (BdS) in Paris unterstellt und absolvierte im April 1941 den 14. Führerlehrgang der SS. Von Mai bis November 1941 war er dem BdS in Belgrad zugeteilt, wo er die Aufgabe hatte, Emigranten, Saboteure, Terroristen, Kommunisten und Juden nach der militärischen Niederlage Jugoslawiens „sicherzustellen“. Nach einer schweren Verwundung kehrte er 1944 ins Reichssicherheitshauptamt zurück.
Wagner war einer der Unterzeichner der Charta der deutschen Heimatvertriebenen. Er gab nach dem Krieg die Zeitschrift Der Buchenlanddeutsche (später: Südostbote) heraus. Wagner wurde am 9. Oktober 1949 Sprecher der Landsmannschaft der Buchenlanddeutschen und zog ins Präsidium des Bundes der Vertriebenen (BdV) ein. Er wurde nach dem Krieg für den Bund der Heimatvertriebenen und Entrechteten in den Bayerischen Landtag gewählt, wo er 1954–1958 Abgeordneter war. Er lehrte an der Hochschule für Politik München und war Ehrendoktor der Nationaluniversität Czernowitz. Wagner, der „grauen Eminenz der Bukowiner“, gelang es seine Verstrickung in der Zeit des Nationalsozialismus zu verheimlichen.
Am 2. September 2000 wurde ihm zusammen mit Herbert Hupka, Friedrich Walter und Rudolf Wollner die Ehrenplakette des Bundes der Vertriebenen verliehen. Auf der Gedenkfeier des BdV am Folgetag anlässlich des 50. Jahrestags der Unterzeichnung der Charta der Vertriebenen bezeichnete die Vorsitzende Erika Steinbach Wagner als „Mann der ersten Stunde“ und Bundeskanzler Gerhard Schröder würdigte ihn als den damals letzten noch lebenden Unterzeichner der Charta.
1950 wurde er Mitglied der Burschenschaft Arminia München. Später erhielt er das Ehrenband der ukrainischen Zaporoshe, die 1990 als bislang einzige Studentenverbindung in Czernowitz reaktiviert worden war.

## Werke
- Alma Mater Francisco Josephina. Die deutschsprachige Nationalitäten-Universität in Czernowitz. Festschrift zum 100. Jahrestag ihrer Eröffnung 1875. München 1979.
- Die Bukowina und ihre Deutschen. Wien 1979.
- Deutsches Kulturleben in der Bukowina, Eckartschriften Heft 77, 1981, S. 69–75.
- Spuren der deutschen Einwanderung in die Bukowina vor 200 Jahren : Grenzschutz und Adel in österreichischer Zeit. München 1983.
- Die Revolutionsjahre 1848/49 im Königreich Galizien-Lodomerien (einschließlich Bukowina). Dokumente aus österreichischer Zeit. München 1983.
- Der Parlamentarismus und nationale Ausgleich in der ehemals österreichischen Bukowina. München 1984.
- mit Paula Tiefenthaler und Adolf Armbruster: Vom Moldauwappen zum Doppeladler. Ausgewählte Beiträge zur Geschichte der Bukowina. Augsburg 1991.